# Räntabilitet på totalt kapital
Räntabilitet på totalt kapital, även kallat "räntabilitet på tillgångar" är ett nyckeltal för företag som utgör ett mått på avkastningen på de totala tillgångarna. Här bortser man alltså från hur företaget är finansierat, till skillnad mot måttet räntabilitet på eget kapital.
Räntabiliteten på totalt kapital kan analyseras genom att man för in balansomslutningen som en förklarande faktor:
Räntabilitet på totalt kapital = (Rörelseresultat + Finansiella intäkter) ÷ Totalt kapital
Ett bra sätt att analysera räntabilitet på totalt kapital är genom en klassisk du Pont-analys, där räntabiliteten beräknas som  vinstmarginalen multiplicerad med kapitalets omsättningshastighet. Den är dessutom ofta enkel att tillämpa eftersom årsredovisningen normalt innehåller all behövlig data.